# Kočevje

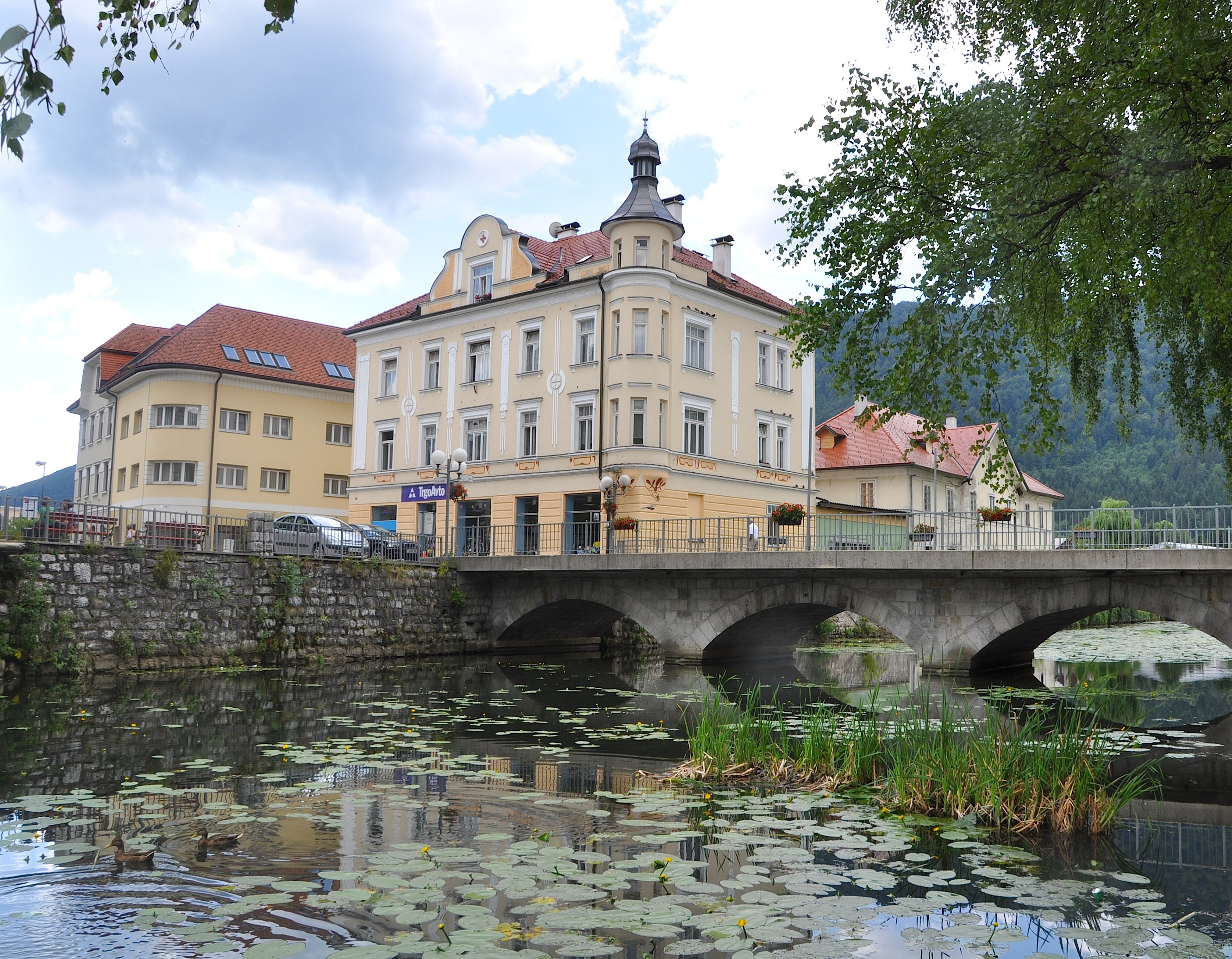
Kočevje

Kočevje (tyska: Gottschee, italienska: Cocevie) är en stad i södra Slovenien. Staden, som är belägen vid floden Rinža, hade 8 616 invånare år 2012.